# Štěpán z Dolan
Štěpán z Dolan, O.Cart. (též Štěpán Šram z Dolan, lat. Stephanus Dolanensis, † 27. července 1421, Dolany) byl český římskokatolický duchovní, kartuziánský mnich a teolog. Byl převorem kartouzy Vallis Josaphat v Dolanech u Olomouce. Byl autorem několika protihusitských traktátů.

## Život
Štěpán pocházel z původně zřejmě německé rodiny (jeho děd se zval Schramm) z řad nižší šlechty z Holštýnska. Tato rodina pak za olomouckého biskupa Bruna ze Schauenburku přesunula na Moravu. Štěpán se narodil v (později zaniklých) Melicích u Pustiměře.
Studoval na pražské univerzitě, kde v roce 1372 získal bakalarát svobodných umění. Poté začal pracovat jako úředník pražské dvorské kanceláře. V roce 1380 však tuto službu ukončil, a v pražské kartouze Hortus Beatae Mariae  zahájil noviciát. Stalo se tak zřejmě na popud tehdejšího pražského arcibiskupa Jana z Jenštejna. V klášteře Štěpán získal teologické vzdělání a byl vysvěcen na kněze.
V pražské kartouze po vysvěcení dlouho nepobyl. Představení jej vyslali do kláštera Panny Marie v Tržku u Litomyšle, kde měl stabilizovat hospodářské poměry tamní kartuziánské komunity. V roce 1388 byl pak jmenován převorem nově založené kartouzy v Dolanech u Olomouce.
V roce 1417 chtěl z důvodu pokročilého věku převorský úřad složit, avšak na žádost mnichů tak neučinil. Zemřel v Dolanech v roce 1421. Čtyři roky po jeho smrti byla dolanská kartouza zničena husity a mniši se usadili v Olomouci.

## Dílo
Štěpán se původně věnoval teologii v duchu tehdy populárního hnutí devotio moderna a tak psal rozjímavé texty na evangelijní perikopy. Kolem roku 1407 se seznámil s názory anglického teologa Jana Viklefa a postupně s nimi začal polemizovat. Záhy začal polemizovat i s viklefovými sympatizanty s Čech, včetně Jana Husa.
- Panegyricus in festum annuntiationis Mariae, z roku 1401, rozjímání nad liturgickými texty.
- Medulla tritici seu Antiviklef, sepsal v roce 1408, polemika s Viklefovými spisy Dialog a Trialog. Tento spis později litomyšlský biskup Jan Železný vzal s sebou na Kostnický koncil a poskytl ji kardinálu Petrovi z Ailly, který koncilu předsedal.
- Apologia pro sacris religionibus monasticis adversus Wickleffum aliosque, též z roku 1408, obhajoba smyslu mnišství.
- Antihuss, sepsal v roce 1412, reakce na názory Jana Husa, obsahující teologické argumenty i prostý výsměch Husově osobě (Štěpán z Dolan označoval na několika místech Husa za teologického nedouka a tituloval jej "kněz kuchmistr"). Traktát je dedikován Stanislavovi ze Znojma. Tento spis později posloužil Štěpánovi z Pálče jako podklad pro jeho vlastní polemiku s Husem.
- Dialogus volatilis inter aucam passerem adversus Hussum, z roku 1414. Další polemika s Janem Husem, stylizovaná do pomyslného rozhovoru husy s vrabcem.
- Liber epistolaris ad hussitas, z roku 1417, určeno husitskému duchovenstvu. Vyvrací teologicky argumenty pro přijímání pod obojí, kritizuje husitskou ukrutnost a rovněž tak vznikající úctu k Janu Husovi a Jeronýmovi Pražskému coby mučedníkům.